# سوبک‌حتپ پنجم
سوبک‌حُتِپ پنجم شاهی در دودمان سیزدهم مصر بود. نام او در فهرست پادشاهان تورین به عنوان جانشین سوبک‌حتپ چهارم دیده می‌شود.
نام سوبک‌حُتِپ پنجم در هنگام تولد سوبک‌حُتِپ بوده و نام تاجیش مرحتپ‌رع. احتمال دارد سوبک‌هوتپ چهارم پدر او بوده باشد چرا که او پسری به نام سوبک‌حُتِپ داشته. نام و نشان سوبک‌حُتِپ پنجم بر روی تندیس او (در تصویر) که در کرمه پیدا شده و نیز چندین مهر دیده می‌شود.